# PARALLEL (EP)
《PARALLEL》(패럴렐)은 걸그룹 여자친구의 5번째 미니 앨범이다. 2017년 8월 1일 로엔 엔터테인먼트에서 발매되었다. 타이틀곡은 〈귀를 기울이면〉이다.

## 개요
- 《THE AWAKENING》에 이어 5개월 만에 발매하는 앨범으로, 종전의 ‘청순’ 콘셉트로 회귀하여 발매하는 앨범이다.[1]
- 타이틀곡 〈귀를 기울이면〉은 앨범이 발매된 시기인 여름의 분위기를 담아낸 댄스 곡으로, 〈유리구슬〉-〈오늘부터 우리는〉-〈시간을 달려서〉로 이어지는 ‘학교 3부작’ 연작에 이은 새로운 연작의 첫 곡이다.[2]
- 여자친구는 안무가 어렵기로 악명높은 걸 그룹이다. 이 앨범의 싱글 '귀를 기울이면'은 그런 여자친구의 안무 중에서도 손에 꼽을 정도로 어려운 안무를 하고 있다. 실제로도 여자친구의 멤버들의 말에 의하면 다이어트를 따로 하지 않아도 될 정도였다고 한다.
- 수록곡 중 〈그루잠〉은 팬송이다.[3]

## 수록곡
| #            | 제목                                     | 작사            | 작곡                  | 편곡  | 재생 시간 |
| ------------ | ---------------------------------------- | --------------- | --------------------- | ----- | --------- |
| 1.           | 〈INTRO〉 (BELIEF)                       | 이기, 용배      | 이기, 용배            | 1:12  |           |
| 2.           | 〈귀를 기울이면〉 (LOVE WHISPER)         | 이기, 용배      | 이기, 용배            | 3:32  |           |
| 3.           | 〈두 손을 모아〉 (AVE MARIA)             | Megatone, Ferdy | Megatone, Ferdy       | 3:18  |           |
| 4.           | 〈이분의 일 1/2〉 (ONE-HALF)             | 이기, 용배      | 이기, 용배            | 3:34  |           |
| 5.           | 〈LIFE IS A PARTY〉                      | Mafly, Ponde    | Hyuk Shin, Davey Nate | 3:00  |           |
| 6.           | 〈빨간 우산〉 (RED UMBRELLA)             | 흑태            | 흑태, 장정석          | 3:26  |           |
| 7.           | 〈그루잠〉 (FALLING ASLEEP AGAIN)        | Mafly           | 노주환, 이원종        | 3:44  |           |
| 8.           | 〈귀를 기울이면 (LOVE WHISPER)〉 (Inst.) |                 | 이기, 용배            | 3:32  |           |
| 총 재생 시간 | 총 재생 시간                             | 총 재생 시간    | 총 재생 시간          | 25:18 |           |

## 차트
| 차트 (2017)                 | 최고 순위 |
| --------------------------- | --------- |
| 대한민국 (가온 차트 ‘주간’) | 3         |
| 대한민국 (가온 차트 ‘월간’) | 5         |